# Niedzica Slot
Niedzica Slot, også kendt som Dunajec Slot, er et slot i powiat nowotarski i województwo małopolskie (Lillepolen) i det sydligste Polen. Slottet blev opført mellem 1320 og 1326 af Kokos af Brezovica på et sted, hvor der lå en gammel borg omgivet af jordvolde i et bjergområde. Niedzica Slot befinder sig 556 m.o.h. på en bakketop ved Dunajec-floden omkring 300 m fra dens udmunding i Czorsztyn-reservoiret. Man får det bedste syn af Niedzica Slot fra ruinerne af Czorsztyn Slot på den anden side af søen, og det kendes som et af de mest pittoreske slotte i Polen og pryder forsiden af mange bøger.